# أليكس إزرائيل
أليكس إزرائيل (بالإنجليزية: Alex Israel)‏ هو رسام أمريكي، ولد في 1982 في لوس أنجلوس في الولايات المتحدة.